# Aulacotoma tenuelimbata
Aulacotoma tenuelimbata är en skalbaggsart. Aulacotoma tenuelimbata ingår i släktet Aulacotoma och familjen långhorningar.

## Underarter
Arten delas in i följande underarter:
- A. t. tenuelimbata
- A. t. perfusca